# 三温糖

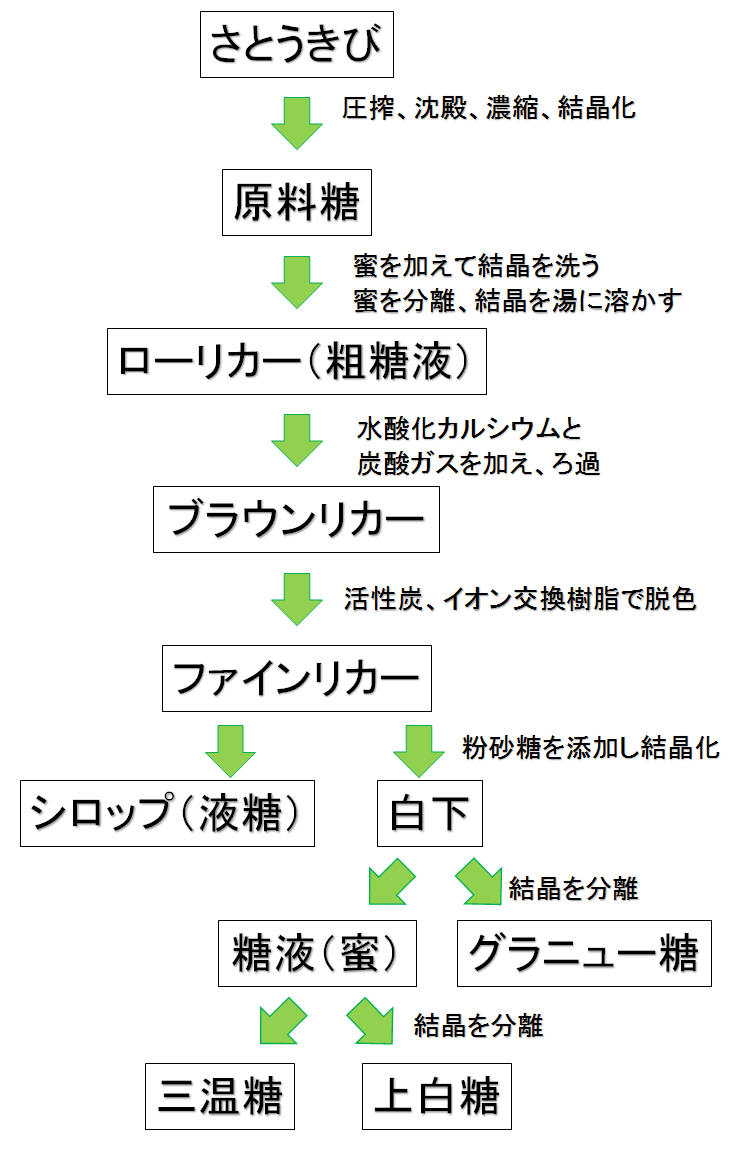
砂糖の製造工程

三温糖（さんおんとう）は、遠心分離した糖液をさらに繰り返し煮詰めて、結晶として取り出した日本特有の砂糖。加熱によりカラメル色（黄褐色）を呈しているが、グラニュー糖や上白糖の白い砂糖と同じ、不純物の無い精製糖の一種である。

## 製法
砂糖の製造工程では、糖液の遠心分離により、まずグラニュー糖が結晶として取り出される。しかし、遠心分離後の残った糖液にも糖分は残されており、これを結晶として取り出すために再加熱を繰り返してできたものが三温糖である。この結晶させる度に再三再四、糖蜜を加熱していることが「三温」という名の由来になっている。一部の製品では砂糖を原料とするカラメル色素を使用しているが、メーカー側は「色を均一に仕上げるためであり、差はない」としている。

## 特徴
三温糖には特有の風味があり、上白糖より甘みが強く感じられ、風味を生かすため煮物などに使われることが多い。
三温糖は、褐色になっていることから「他の砂糖に比べて、ミネラルが豊富で身体に良い」と思われがちである。上白糖やグラニュー糖などの白砂糖に比べればカリウムやナトリウム、カルシウムなどを多く含むが、全体に占めるミネラル分はごくわずかである。発色や特有の風味はあくまで、加熱を繰り返すことによるカラメル化に由来するもので、農畜産業振興機構は「（白砂糖と比べ）どちらが健康に良い・悪いということはない」、サイエンスライターの松永和紀は「健康に影響するほどの違いではない」「風味に合わせて使い分ければよい」としている。

## 赤砂糖
なお砂糖を精製する前の粗糖を用いて作ったもので、カソナード（赤砂糖）、きび砂糖（きびさとう）などの名称を付けられているものは、成分に糖蜜を含む事から三温糖とは別種のものである。食品の原材料名に「糖蜜」「原料糖」「粗糖」と記載されてあるかどうかで見分けることができる。